# Liste der Kulturdenkmale in Themar
Die Liste der Kulturdenkmale in Themar umfasst die als Ensembles, Einzeldenkmale und Bodendenkmale erfassten Kulturdenkmale in der thüringischen Gemeinde Themar und ihrer Ortsteile (Stand: 11. Februar 2025).
Die Angaben in der Liste ersetzen nicht die rechtsverbindliche Auskunft der zuständigen Denkmalschutzbehörde.

## Legende
- Bild: zeigt ein Bild des Kulturdenkmals und gegebenenfalls einen Link zu weiteren Fotos des Kulturdenkmals im Medienarchiv Wikimedia Commons
- Bezeichnung: Name, Bezeichnung oder die Art des Kulturdenkmals
- Lage: Wenn vorhanden Straßenname und Hausnummer des Kulturdenkmals; Grundsortierung der Liste erfolgt nach dieser Adresse. Der Link Karte führt zu verschiedenen Kartendarstellungen und nennt die Koordinaten des Kulturdenkmals.
 Kartenansicht, um Koordinaten zu setzen – in dieser Kartenansicht sind Kulturdenkmale ohne Koordinaten mit einem roten bzw. orangen Marker dargestellt und können in der Karte gesetzt werden. Kulturdenkmale ohne Bild sind mit einem blauen bzw. roten Marker gekennzeichnet, Kulturdenkmale mit Bild mit einem grünen bzw. orangen Marker.
- Datierung: gibt das Jahr der Fertigstellung beziehungsweise das Datum der Erstnennung oder den Zeitraum der Errichtung an
- Beschreibung: bauliche und geschichtliche Einzelheiten des Kulturdenkmals, vorzugsweise die Denkmaleigenschaften
- ID: Die ID identifiziert das Kulturdenkmal eindeutig. In Thüringen sind aktuell keine IDs veröffentlicht. In der ID-Spalte kann sich auch folgendes Icon  befinden, dies führt zu Angaben zu diesem Kulturdenkmal bei Wikidata.

## Ensemble

### Themar
| Bild            | Bezeichnung | Lage | Datierung | Beschreibung | ID |
| --------------- | ----------- | --- | --------- | ------------ | -- |
| Fotos hochladen | Stadtanlage | Bahnhofstraße; Bei der Kirche; Brauhausgasse; Ernst-Thälmann-Straße; Mangergasse; Markt; Rosengasse; Scherersgasse; Schuhmarkt; Seelhausgasse; Traubengasse; Wassergasse (Karte) |           |              |    |

## Einzeldenkmale

### Themar
| Bild                                    | Bezeichnung                                     | Lage                                                                       | Datierung | Beschreibung                    | ID |
| --------------------------------------- | ----------------------------------------------- | -------------------------------------------------------------------------- | --------- | ------------------------------- | -- |
| Fotos hochladen                         | Brücke                                          | B 89 o. Nr. Werraeisenbahn-Brücke über die B 89 nahe Kloster Veßra (Karte) |           |                                 |    |
| Fotos hochladen                         | Wohnhaus                                        | Bahnhofstraße 18 im ENS Stadtanlage Flurstück(e) 240 (Karte)               |           |                                 |    |
| Fotos hochladen                         | Wohn- und Geschäftshaus                         | Bahnhofstraße 29 (Karte)                                                   |           |                                 |    |
| Fotos hochladen                         | Kegelbahn                                       | Bahnhofstraße 42a Flurstück(e) 329/14 (Karte)                              |           |                                 |    |
| Fotos hochladen                         | Wohnhaus mit Nebengebäude und Mauer             | Brauhausgasse 2 (Karte)                                                    |           |                                 |    |
| Fotos hochladen                         | Wohnhaus                                        | Ernst-Thälmann-Straße 10 (Karte)                                           |           |                                 |    |
| Fotos hochladen                         | Wohnhaus mit Nebengebäude                       | Ernst-Thälmann-Straße 2 Flurstück(e) 60/3 (Karte)                          |           |                                 |    |
| Fotos hochladen                         | Wohnhaus                                        | Ernst-Thälmann-Straße 51 (Karte)                                           |           |                                 |    |
| Fotos hochladen                         | Wohnhaus mit Wirtschaftsgebäude                 | Friedensstraße 2 (Karte)                                                   |           |                                 |    |
| weitere Bilder Fotos hochladen          | Friedhofskirche St. Johannes                    | Hildburghäuser Straße o. Nr. (Karte)                                       |           | mit Ausstattung und Einfriedung |    |
| Fotos hochladen                         | Grabstätte / Grabstätte der Familie Otto Räder  | Hildburghäuser Straße o. Nr. Friedhof                                      |           |                                 |    |
| Direkt Bild zu diesem Denkmal hochladen | Grabmal / Grab der Zwangsarbeiterin Z. Blakevio | Hildburghäuser Straße o. Nr. Friedhof                                      |           |                                 |    |
| Fotos hochladen                         | Mühle / Rangen- oder Obermühle                  | Iltenbergstraße 17 (Karte)                                                 |           |                                 |    |
| Fotos hochladen                         | Wohnhaus                                        | Iltenbergstraße 26 (Karte)                                                 |           |                                 |    |
| BW                                      | Kellerhaus                                      | Iltenbergstraße 6 (Karte)                                                  |           | Durch Neubau ersetzt.           |    |
| Fotos hochladen                         | Gefallenendenkmal                               | Kirchplatz o. Nr. Flurstück(e) 46/12 (Karte)                               |           |                                 |    |
| weitere Bilder Fotos hochladen          | Stadtkirche St. Bartholomäus                    | Kirchplatz 1 Flurstück(e) 47/2 (Karte)                                     |           | mit Ausstattung                 |    |
| Fotos hochladen                         | Pfarrhaus                                       | Kirchplatz 2 Flurstück(e) 61/4 (Karte)                                     |           |                                 |    |
| Fotos hochladen                         | Kantorei                                        | Kirchplatz 3 auch im ENS Stadtanlage Flurstück(e) 50/2 (Karte)             |           |                                 |    |
| Fotos hochladen                         | Wohnhaus mit Nebengebäude                       | Leninstraße 32 (Karte)                                                     |           |                                 |    |
| Fotos hochladen                         | Brunnen / Marktbrunnen                          | Markt o. Nr. Flurstück(e) 572 (Karte)                                      |           |                                 |    |
| weitere Bilder Fotos hochladen          | Rathaus                                         | Markt 1 Flurstück(e) 567 (Karte)                                           |           |                                 |    |
| Fotos hochladen                         | Gehöft                                          | Markt 5 (Karte)                                                            |           |                                 |    |
| Fotos hochladen                         | Wohnhaus                                        | Markt 7 (Karte)                                                            |           |                                 |    |
| Fotos hochladen                         | Turnhalle                                       | Meininger Straße 15 (Karte)                                                |           |                                 |    |
| Fotos hochladen                         | Wohnhaus                                        | Meininger Straße 7 (Karte)                                                 |           |                                 |    |
| Fotos hochladen                         | Wohnhaus                                        | Römhilder Straße 1 Flurstück(e) 605/10 (Karte)                             |           |                                 |    |
| Fotos hochladen                         | Wohnhaus                                        | Römhilder Straße 2 (Karte)                                                 |           |                                 |    |
| Fotos hochladen                         | Brauerei / Brauerei Fichtel                     | Römhilder Straße 32, 34, 36 (Karte)                                        |           |                                 |    |
| Fotos hochladen                         | Gasthaus mit Nebengebäude / Freunds Keller      | Römhilder Straße 38 (Karte)                                                |           |                                 |    |
| Fotos hochladen                         | Wohnhaus                                        | Römhilder Straße 40 (Karte)                                                |           |                                 |    |
| Fotos hochladen                         | Mühle / Brückenmühle                            | Römhilder Straße 5, 9, 18 (Karte)                                          |           |                                 |    |
| weitere Bilder Fotos hochladen          | Amtshaus mit Fronveste                          | Schuhmarkt 4, 6 Flurstück(e) 574/4, 574/5 (Karte)                          |           |                                 |    |
| Fotos hochladen                         | Kindergarten / ehem. Georg-Kinderheim           | Turnerstraße 1 (Karte)                                                     |           |                                 |    |

### Wachenbrunn
| Bild                                    | Bezeichnung                      | Lage                                                  | Datierung | Beschreibung    | ID |
| --------------------------------------- | -------------------------------- | ----------------------------------------------------- | --------- | --------------- | -- |
| BW                                      | Brunnen                          | Hauptstraße (Karte)                                   |           |                 |    |
| weitere Bilder Fotos hochladen          | Evangelische Kirche St. Johannis | Hauptstraße 33 (Karte)                                |           | mit Ausstattung |    |
| BW                                      | Brunnen                          | Mittlere Dorfstraße südlich vor Gehöft Nr. 31 (Karte) |           |                 |    |
| BW                                      | Brunnen                          | Mittlere Dorfstraße westliche Straßenseite (Karte)    |           |                 |    |
| BW                                      | Gehöft                           | Mittlere Dorfstraße 25 (Karte)                        |           |                 |    |
| BW                                      | Gehöft                           | Mittlere Dorfstraße 31 (Karte)                        |           |                 |    |
| BW                                      | Backhaus                         | Mittlere Dorfstraße 34 (Karte)                        |           |                 |    |
| Direkt Bild zu diesem Denkmal hochladen | Kreuz                            | Koordinaten fehlen! Hilf mit.                         |           |                 |    |

## Bodendenkmale

### Tachbach
| Bild                                    | Bezeichnung | Lage                                                                                       | Datierung | Beschreibung | ID |
| --------------------------------------- | ----------- | ------------------------------------------------------------------------------------------ | --------- | ------------ | -- |
| Direkt Bild zu diesem Denkmal hochladen | Burganlage  | auf dem Burgberg südl. v. Tachbach, Burghügel mit ovalem Wallgrabensystem Flurstück(e) 102 |           |              |    |

### Themar
| Bild            | Bezeichnung | Lage                                                                               | Datierung | Beschreibung | ID |
| --------------- | ----------- | ---------------------------------------------------------------------------------- | --------- | ------------ | -- |
| Fotos hochladen | Steinkreuz  | vor dem Oberen Tor, gegenüber Ernst-Thälmann-Straße 50 Flurstück(e) 353/42 (Karte) |           |              |    |